# Europese kampioenschappen judo 1980 (mannen)
De Europese kampioenschappen judo 1980 werden van 15 tot en met 18 mei 1980 gehouden in Wenen, Oostenrijk.

## Resultaten
| Gewichtsklasse | Goud                 | Zilver             | Brons                                  |
| -------------- | -------------------- | ------------------ | -------------------------------------- |
| – 60 kg        | Felice Mariani       | Josef Reiter       | Reinhard Arndt Thierry Rey             |
| – 65 kg        | Torsten Reißmann     | Valentin Tarakanov | Imre Gelencser Constantin Niculae      |
| – 71 kg        | Nicolae Vlad         | Chris Bowles       | Karl-Heinz Lehmann Evgeny Babanov      |
| – 78 kg        | Neil Adams           | Harald Heinke      | Bernard Tchoullouyan Mircea Frățică    |
| – 86 kg        | Aleksandrs Jackēvičs | Peter Seisenbacher | Detlef Ultsch Peter Donnelly           |
| – 95 kg        | Jean-Luc Rougé       | Dietmar Lorenz     | Robert Van de Walle Ramaz Kharshiladze |
| + 95 kg        | Aleksey Tyurin       | Imre Varga         | Peter Adelaar Angelo Parisi            |
| Open           | Robert Van de Walle  | Angelo Parisi      | Serhei Novikov Vladimir Kocman         |

## Medailleklassement
| Plaats | Land                           | Goud | Zilver | Brons | Totaal |
| 1      | Sovjet-Unie                    | 2    | 1      | 3     | 6      |
| 2      | Duitse Democratische Republiek | 1    | 2      | 3     | 6      |
| 3      | Frankrijk                      | 1    | 1      | 3     | 5      |
| 4      | Verenigd Koninkrijk            | 1    | 1      | 1     | 3      |
| 5      | Roemenië                       | 1    | –      | 2     | 3      |
| 6      | België                         | 1    | –      | 1     | 2      |
| 7      | Italië                         | 1    | –      | –     | 1      |
| 8      | Oostenrijk                     | –    | 2      | –     | 2      |
| 9      | Hongarije                      | –    | 1      | 1     | 2      |
| 10     | Nederland                      | –    | –      | 1     | 1      |
| 10     | Tsjecho-Slowakije              | –    | –      | 1     | 1      |
|        | Totaal                         | 8    | 8      | 16    | 32     |